# لورين مولينا
لورين مولينا (بالإنجليزية: Lauren Molina)‏ هي ملحنة ومغنية مؤلفة أمريكية، ولدت في 15 أبريل 1981.

## وصلات خارجية
- الموقع الرسمي
- لورين مولينا على موقع IMDb (الإنجليزية)
- لورين مولينا على موقع ميوزك برينز (الإنجليزية)
- لورين مولينا على موقع قاعدة بيانات برودواي على الإنترنت (الإنجليزية)